# Anayurt Oteli
Anayurt Oteli (en turc, Hotel pàtria) és una pel·lícula turca del 1987 dirigida per Ömer Kavur. És una adaptació de la novel·la del mateix nom de Yusuf Atılgan.

## Trama
Zebercet és propietari d'un hotel en una petita ciutat de província. Aconsegueix mantenir-lo amb l'ajuda d'una minyona, una nena que viu amb ell. Un vespre, un dels clients surt de l'hotel prometent tornar-hi d'aquí a una setmana. Atormentat pel record de la bella desconeguda, deixa poc a guanyar amb una mica de malenconia. Aclaparat pels seus impulsos, es nega a agafar clients i tanca l'hotel.

## Repartiment
- Macit Koper - Zebercet
- Şahika Tekand - La dama
- Serra Yılmaz - Ortalıkçı
- Orhan Çağman - Emekli Subay

## Premis
- 1987 Antalya Golden Orange Film Festival: Millor director, segona millor pel·lícula
- 1987 Festival Internacional de Cinema d'Istanbul: Millor pel·lícula turca
- 1987 44a Mostra Internacional de Cinema de Venècia: Premi FIPRESCI (Federació Internacional de Crítics de Cinema)[3]